# Garrett Mitchell
Garrett Mitchell, född 2 september 1991, är en kanadensisk professionell ishockeyforward som är kontrakterad till Washington Capitals i National Hockey League (NHL) och spelar för deras primära samarbetspartner Hershey Bears i American Hockey League (AHL). Han har tidigare spelat på lägre nivåer för South Carolina Stingrays i ECHL och Regina Pats i Western Hockey League (WHL).
Mitchell draftades i sjätte rundan i 2009 års draft av Washington Capitals som 175:e spelare totalt.

## Statistik
| 2006–2007   | Regina Pat Canadians     | SMAAAHL     | 42  | 14 | 11 | 25  | 140 | —  | — | — | —  | —  |
|             | Regina Pats              | WHL         | 4   | 0  | 1  | 1   | 2   | —  | — | — | —  | —  |
| 2007–2008   | Regina Pats              | WHL         | 62  | 8  | 5  | 13  | 73  | 6  | 1 | 0 | 1  | 6  |
| 2008–2009   | Regina Pats              | WHL         | 71  | 10 | 5  | 15  | 140 | —  | — | — | —  | —  |
| 2009–2010   | Regina Pats              | WHL         | 57  | 15 | 16 | 31  | 110 | —  | — | — | —  | —  |
|             | Hershey Bears            | AHL         | 1   | 0  | 0  | 0   | 0   | —  | — | — | —  | —  |
| 2010–2011   | Regina Pats              | WHL         | 70  | 18 | 34 | 52  | 140 | 11 | 2 | 0 | 2  | 6  |
|             | Hershey Bears            | AHL         | 2   | 0  | 0  | 0   | 5   | —  | — | — | —  | —  |
| 2011–2012   | Hershey Bears            | AHL         | 65  | 6  | 9  | 15  | 85  | 5  | 1 | 0 | 1  | 0  |
|             | South Carolina Stingrays | ECHL        | 2   | 0  | 0  | 0   | 7   | —  | — | — | —  | —  |
| 2012–2013   | Hershey Bears            | AHL         | 75  | 15 | 15 | 30  | 94  | 5  | 1 | 0 | 1  | 4  |
| 2013–2014   | Hershey Bears            | AHL         | 17  | 0  | 2  | 2   | 44  | —  | — | — | —  | —  |
| 2014–2015   | Hershey Bears            | AHL         | 64  | 4  | 4  | 8   | 121 | 10 | 1 | 2 | 3  | 10 |
| 2015–2016   | Hershey Bears            | AHL         | 58  | 11 | 16 | 27  | 90  | 20 | 1 | 4 | 5  | 23 |
| 2016–2017   | Washington Capitals      | NHL         | 1   | 0  | 0  | 0   | 0   | —  | — | — | —  | —  |
|             | Hershey Bears            | AHL         | 70  | 10 | 10 | 20  | 121 | —  | — | — | —  | —  |
| NHL totalt  | NHL totalt               | NHL totalt  | 1   | 0  | 0  | 0   | 0   | —  | — | — | —  | —  |
| AHL totalt  | AHL totalt               | AHL totalt  | 352 | 46 | 56 | 102 | 560 | 40 | 4 | 6 | 10 | 37 |
| NCAA totalt | NCAA totalt              | NCAA totalt | 264 | 51 | 61 | 112 | 465 | 6  | 1 | 0 | 1  | 6  |